# Timpenburg
Die Timpenburg ist eine abgegangene Niederungsburg der Herren von Westphalen in Bad Lippspringe im  Kreis Paderborn in Nordrhein-Westfalen.

## Geschichte
Die Timpenburg war der Burgmannensitz der Herren von Westphalen, die auf der Burg Lippspringe in den Diensten des Paderborner Domkapitels standen. 1346 wurde sie erstmals erwähnt, als sie vom Domkapitel den Söhnen Lubberts von Westphalen als Eigengut übertragen wurde. Zu diesem Zeitpunkt bestand dort schon ein von deren Vater erbautes Gebäude. Bei einer Erbteilung zu Beginn des 15. Jahrhunderts fiel die Burgstätte der Linie des Wilhelm von Westphalen zu. Aus der Mitte des 15. Jahrhunderts ist die Errichtung von Neubauten überliefert. 1672 erscheint für den Adelssitz erstmals der Name „Timpenburg“ in den Urkunden. 1789 verkauften die Herren von Westphalen ihr Rittergut an das Paderborner Domkapitel, die Burg selbst war damals schon lange aufgegeben. 1841 soll ihre Ruine noch sichtbar gewesen sein.

## Beschreibung

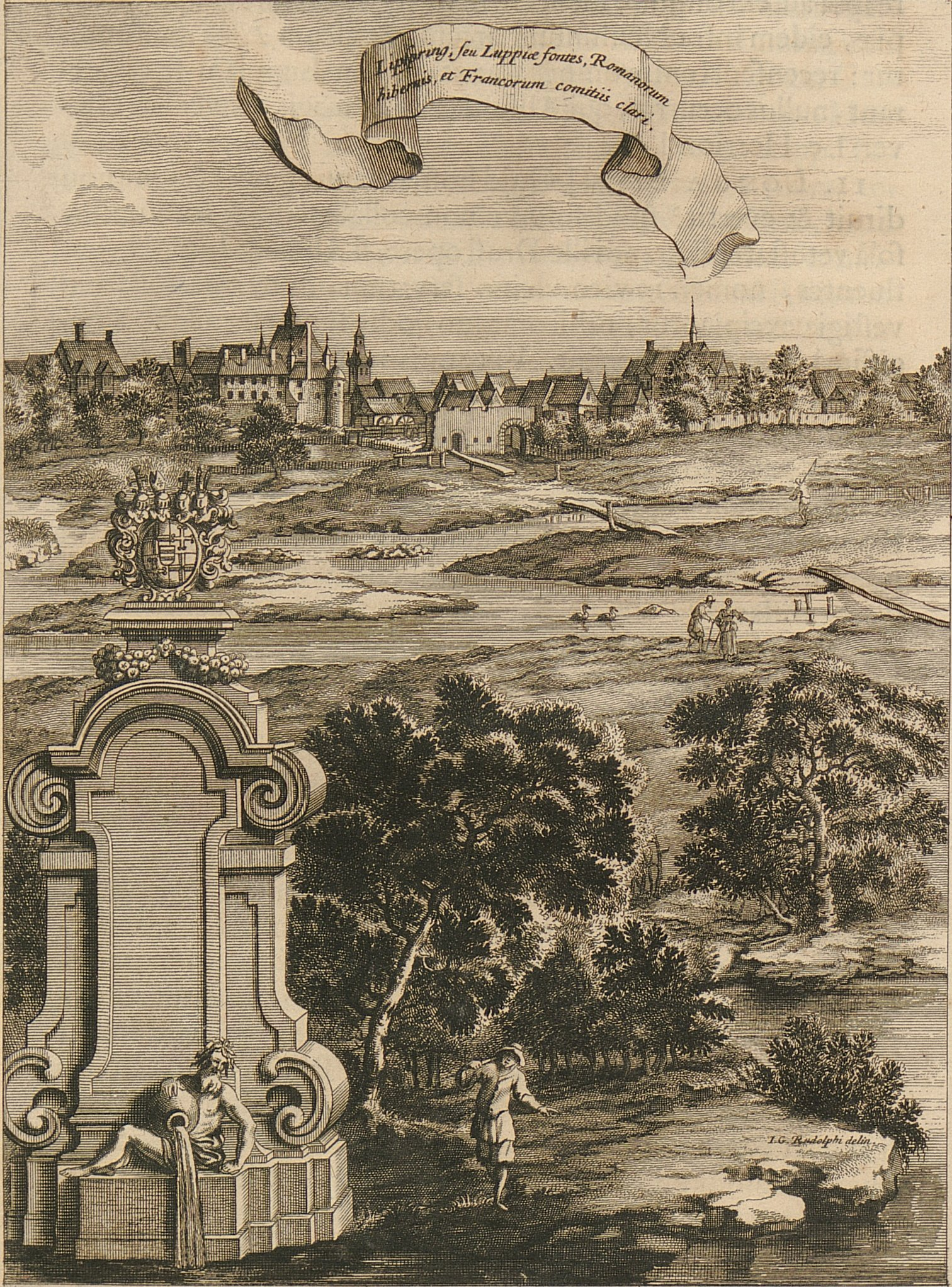
Kupferstich von Lippspringe 1672

Der genaue Standort der Timpenburg ist heute unbekannt. Sie hat sich im Kurpark nördlich der Burg Lippspringe befunden. Aussagen zo ihrer Gestalt lassen sich nur anhand der historischen und bildlichen Überlieferung machen. 1457 wurden in einer Urkunde ein mit Schiefer gedeckter Bergfried, zwei damals neu errichtete Gebäude, ein weiteres Gebäude, ein Backhaus und Gräben erwähnt. Auf einem Stich von 1672 ist nördlich der Burg Lippspringe ein mehrstöckiges Steinhaus mit Erkern und Kaminen zu erkennen. Östlich davon scheinen zwei weitere hohe Gebäude zu stehen. Von der Burg Lippspringe ist das Ensemble durch den östlich abknickenden Ausläufer der Lippequelle getrennt. Auf zwei weiteren Plänen aus den Jahren 1759/60 ist die Timpenburg als Gruppe mehrerer, offensichtlich ruinöser Bauten zwar eingezeichnet, doch widersprechen sich die Darstellungen zum Teil so massiv, dass sich weitergehende Schlussfolgerungen aus ihnen verbieten.